# آیزابل دوشنه
آیزابل دوشنه (فرانسوی: Isabelle Duchesnay‎؛ زادهٔ ۱۸ دسامبر ۱۹۶۳) اسکیت‌باز نمایشی اهل فرانسه است.
وی همچنین برندهٔ جوایزی همچون لژیون دونور (شوالیه) شده‌است.